# Richard Terrick
Richard Terrick (1710 - 31 mars 1777) est un pasteur de l'Église d'Angleterre qui est évêque de Peterborough 1757–1764 et évêque de Londres 1764–1777.

## Biographie
Terrick, né à York, est le fils aîné de Samuel Terrick, recteur de Wheldrake et chanoine résident de York Minster. Il est l'arrière-petit-fils de Samuel Terrick (en). Il fait ses études au Clare College, Cambridge, obtenant un BA en 1729 ( MA en 1733) et DD en 1747 .
Il est prédicateur à la Rolls Chapel de 1736 à 1757, aumônier du président de la Chambre des communes de 1739 à 1742, chanoine de la quatrième stalle de la Chapelle Saint-Georges de Windsor de 1742 à 1749, et vicaire de Twickenham de 1749. Il est nommé évêque de Peterborough en 1757 sous l'influence du duc de Devonshire, alors premier ministre, mais transfère son allégeance au comte de Bute. Il est promu évêque de Londres en 1764, se joignant également d'office au Conseil privé. Il refuse l'archevêché d'York en 1776 pour des raisons de santé, mourant le lundi de Pâques 1777.
Horace Walpole, qui n'aimait pas Terrick, déclare qu'il manquait de capacité, sauf "une prestation sonore et une assiduité d'adresse en arrière-plan". D'un autre côté, Alexander Carlyle le considèrecomme "un homme vraiment excellent d'un esprit libéral et d'une excellente humeur" et "un bon prédicateur célèbre et le meilleur lecteur de prières que j'aie jamais entendu".

## Source
- (en) Cet article est partiellement ou en totalité issu de l’article de Wikipédia en anglais intitulé « Richard Terrick » (voir la liste des auteurs).
- (en)  William Prideaux Courtney, « Terrick, Richard », dans Sidney Lee, Dictionary of National Biography, vol. 56, Londres, Smith, Elder & Co, 1898, p. 78-79.